# Elezioni generali in Tunisia del 1959
Le elezioni generali in Tunisia del 1959 si tennero l'8 novembre per l'elezione del Presidente e dei membri del Parlamento; ebbero luogo dopo l'entrata in vigore della nuova Costituzione, promulgata il 1º giugno precedente.

## Risultati

### Elezioni presidenziali
- Le elezioni presidenziali si svolsero con un unico candidato.

| Candidati       | Liste                         | Voti | %   |
| --------------- | ----------------------------- | ---- | --- |
| Habib Bourguiba | Partito Socialista Desturiano |      | 100 |
| Totale          |                               |      |     |

### Elezioni parlamentari
- Le elezioni parlamentari si svolsero in regime di monopartitismo, salvo due candidati del Partito Comunista Tunisino a Tunisi e Gafsa. L'affluenza fu del 91,7%.

| Liste                         | Voti      | %     | Seggi |
| ----------------------------- | --------- | ----- | ----- |
| Partito Socialista Desturiano | 1 002 298 | 99,65 | 90    |
| Partito Comunista Tunisino    | 3 471     | 0,35  | –     |
| Totale                        | 1 005 769 | 100   | 90    |